# 氟化亚砜
氟化亚砜是一种无机化合物，化学式{\displaystyle {\ce {SOF2}}}。它是无色气体，是六氟化硫（电气设备中的绝缘体）降解的产物。S-O键长1.42Å、S-F键长1.58Å；O-S-F与F-S-F键角分别为106.2°与92.2°。

## 合成
氟化亚砜可用以下方法合成：
3 SOCl2 + 2SbF3 → 3SOF2 + 2SbCl3
SO2 + 2PF5   →   SOF2 +  POF3